# اللغة الجليقية
اللغة الجليقية أو الغاليسية أو الجاليقية أو الجاليكية (galego) هي لغة رومانسية غرب آيبيرية، تستخدم في منطقة جليقية (إسبانيا)، وتستخدم أيضاً في أنحاء أخرى من إسبانيا والبرتغال. عدد المتحدثين باللغة هو 3 إلى 4 ملايين شخص، نصف مليون منهم هم المهاجرين المنتشرين في أمريكا الجنوبية وأوروبا. وتعتبر لغة رسمية في إسبانيا.

## تصنيف
من الناحية التاريخية، اللغة البرتغالية نشأت في منطقة جليقية وشمال البرتغال، وتفرعت في القرن الرابع عشر. يعتبر العديد من اللغويين اللغة الجليقية والبرتغالية الحديثتين لهجات أو تنويعات لنفس اللغة. حسب موسوعة بريتانيكا، كانت اللغة الجليقية لهجة برتغالية تستخدم في شمال غرب إسبانيا إلا أن حكومة جليقية والأغلبية الواسعة للجليقيين يعتبرون لغتهم كلهجة مختلفة عن البرتغالية، لكنه بالكاد يمكن الفصل بينهما.

## التوزيع الجغرافي
اللغة الجليقية يستخدمها أكثر من 3 ملايين شخص، من بينهم أغلب سكان منطقة جليقية، والجليقيين الساكنين في المدن الإسبانية الأخرى كمدريد وبرشلونة. وفي أوروبا: أندورا، وجنيف، ولندن. وفي أمريكا الأيبيرية: بوينس آيرس، ومونتيفيديو، وهافانا.

## عبارات أساسية
| العبارة                                                | الترجمة        |
| ------------------------------------------------------ | -------------- |
| Galego                                                 | اللغة الجليقية |
| Ola                                                    | مرحباً          |
| adeus                                                  | وداعاً          |
| prégolle, por favor                                    | رجاءً           |
| graciñas أو grazas                                     | شكراً           |
| síntoo                                                 | آسف            |
| aquel                                                  | ذلك            |
| aquela                                                 | تلك            |
| ¿Canto custa? أو ¿Canto é?                             | بكم؟           |
| si                                                     | نعم            |
| non                                                    | لا             |
| Non o entendo                                          | لا أفهم        |
| ¿Onde está/queda o baño? أو ¿Onde está/queda o lavado? | أين الحمام؟    |